# Anton Schmidt (Landrat)
Anton Schmidt (* 5. November 1882 in Schiffarth, Landkreis Wipperfürth; † 23. Oktober 1946 in Welzheim) war ein deutscher Politiker und Landrat. Er war Mitglied der SPD.

## Leben und Werk
Schmidt, Sohn eines Bergmanns, absolvierte nach dem Besuch der Volksschule eine Lehre zum Eisendreher, in diesem Beruf war er später auch beruflich tätig. In der Zeit des Ersten Weltkriegs wurde er bei Daimler dienstverpflichtet.
1903 trat Schmidt in den Deutschen Metallarbeiter-Verband ein, 1920 wurde er Gewerkschaftssekretär des DMV in Waiblingen. Seit 1925 leitete er das Ortskartell des ADGB in Waiblingen.
Im April 1933 wurde Schmidt verhaftet und saß im Lager Heuberg in sogenannter Schutzhaft. Im Zuge der Gleichschaltung entbanden ihn die NS-Behörden im Mai 1933, während seiner Haft, seiner Gewerkschaftsfunktionen. Im September 1933 wurde er aus der Haft entlassen.
Nach der Haftentlassung war Schmidt zunächst arbeitslos, später nahm er eine Tätigkeit als Textilhändler auf und ging auf Reisen, ehe er 1935 ein eigenes Geschäft in Waiblingen eröffnete.

## Politik
Schmidt war Mitbegründer des Reichsbanners Schwarz-Rot-Gold und der Eisernen Front. Er gehörte dem Gemeinderat an und war Vorsitzender der SPD-Ortsgruppe Waiblingen.
Am 2. August 1945 wurde Schmidt zum kommissarischen Landrat des Landkreises Waiblingen ernannt. Anfang 1946 gehörte er der Vorläufigen Volksvertretung für Württemberg-Baden an. Am 17. Juni 1946 wählte ihn der Kreistag zum Landrat. Er starb nur wenige Monate später im aktiven Dienst.

## Ehrungen
In Waiblingen wurde die Anton-Schmidt-Straße nach ihm benannt.